# Бозшаколь (месторождение)
Бозшако́ль — медное месторождение, расположенное на севере Казахстана в Павлодарской области, на территории, подчиненной городу Экибастузу. Месторождение разрабатывается компанией KAZ Minerals PLC и является крупнейшим горнорудным проектом на постсоветском пространстве, как по объёму добычи так и по масштабам. Минеральные ресурсы месторождения оцениваются в размере 1,17 млрд тонн руды при среднем содержании меди 0,36 %. Месторождение также содержит ценную попутную продукцию в виде золота и молибдена.

## Общая информация
Представляет собой рудник открытого типа, состоящий из двух карьеров, разработка месторождения ведется с нуля. Проект находится вблизи энергетической, транспортной и другой необходимой для проекта инфраструктуры. Рудник будет поддерживаться обогатительной фабрикой и заводом по промывке руды от глины (каолиновый завод).
Срок эксплуатации рудника и обогатительной фабрики на месторождении Бозшаколь составит свыше 40 лет. Ожидаемый объём производства на месторождении составит 100 тыс. тонн меди в катодном эквиваленте в течение первых 10 лет после запуска проекта. Производительность перерабатывающих предприятий будет на уровне: обогатительная фабрика (строительство продолжается) — 25 млн тонн руды в год, завод по промывке руды от глины (строительство продолжается) — 5 млн тонн руды в год.
Начало ввода проекта в эксплуатацию ожидалось в четвёртом квартале 2015 года, а начало предварительной добычи — в второй половине 2015 года.